# ۲٬۱-دی‌فلوئوروبنزن
۲،۱-دی‌فلوئوروبنزن (به انگلیسی: 1,2-Difluorobenzene) با فرمول شیمیایی C۶H۴F۲ یک ترکیب شیمیایی با شناسه پاب‌کم ۹۷۰۶ است. که جرم مولی آن 114.093 g/mol می‌باشد. شکل ظاهری این ترکیب، مایع بی‌رنگ است.